# Unione della Gioventù Comunista (Brasile)
L'Unione della Gioventù Comunista (in portoghese União da Juventude Comunista, spesso abbreviato in UJC) è l'organizzazione giovanile del Partito Comunista Brasiliano, fondata nel 1927.
È affiliata alla Federazione Mondiale della Gioventù Democratica, di cui è stata tra i membri fondatori.